# Silmersdorf
Silmersdorf ist ein Ortsteil der Gemeinde Triglitz im Landkreis Prignitz in Brandenburg.

## Geografie
Der Ort liegt sechs Kilometer nordnordöstlich von Triglitz und sechs Kilometer ostnordöstlich von Putlitz. Die Nachbarorte sind Stepenitz im Norden, Neu Silmersdorf im Nordosten, Grabow im Osten, Buckow im Südosten, Mertensdorf im Süden, Schmarsow und Weitgendorf-Ausbau im Südwesten, Weitgendorf im Westen sowie Telschow im Nordwesten.

## Geschichte
Der Ort wurde im Jahr 1405 erstmals urkundlich erwähnt.